# Quartiers et faubourgs de Banja Luka
Les quartiers et faubourgs de Banja Luka sont des subdivisions administratives de la ville de Banja Luka, la capitale de la république serbe de Bosnie, en Bosnie-Herzégovine. Quelques-uns d'entre eux correspondent à des communautés locales ; d'autres sont désignés par une appellation plus informelle, héritée de l'usage ou de l'histoire de la ville. Dans la partie péri urbaine de la Villv, qui correspond au territoire de l'ex-municipalité, ces communautés locales correspondent à des villages, à des regroupements de villages et de hameaux et, pour les villages les plus importants, à des parties de ces villages. 

## Quartiers
Les quartiers centraux de Banja Luka sont les suivants :
- Centar I et II
- Borik I et II
- Obilićevo I et II (Mejdan)
- Starčevica
- Kočićev vijenac (Hiseta)
- Pobrđe
- Lauš I et II
- Nova Varoš
- Rosulje
- Paprikovac
- Petrićevac

## Faubourgs
Faubourgs de Banja Luka :
- au sud-est : Rebrovac, Vrbanja, Debeljaci
- au sud: Srpske Toplice (Šeher et Gornji Šeher), Novoselija, Banj brdo
- à l'est : Medeno Polje, Česma, Kumsale, Mađir, Trapisti
- au nord : Lazarevo (Budžak), Delibašino Selo (Budžak), Drakulić, Derviši, Novakovići, Srpski Milanovac (Tunjice), Vujinovići, Zalužani, Priječani

Un autre faubourg de Banja Luka, Trn, est situé dans la municipalité de Laktaši.

## Localités de la ville de Banja Luka

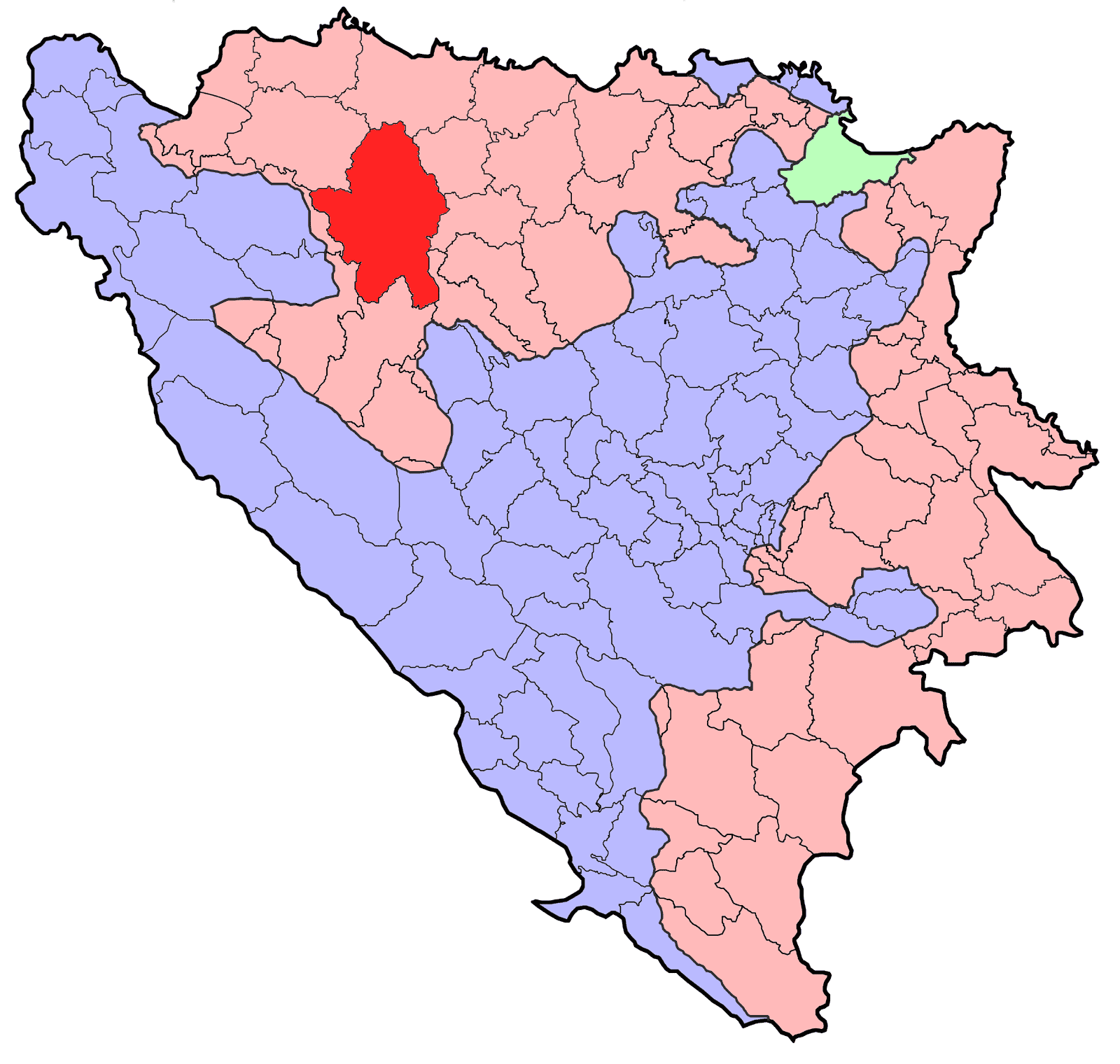
Localisation de la municipalité de Banja Luka en Bosnie-Herzégovine

En 1991, la municipalité de Banja Luka comptait 54 localités : 
| - Agino Selo - Banja Luka - Barlovci - Bastasi - Bistrica - Bočac - Borkovići - Bronzani Majdan - Cerici - Čokori - Debeljaci - Dobrnja - Dragočaj - Drakulić | - Dujakovci - Goleši - Ivanjska (Potkozarje) - Jagare - Kmećani - Kola - Kola Donja - Krmine - Krupa na Vrbasu - Kuljani - Lokvari - Lusići - Ljubačevo - Melina | - Motike - Obrovac - Pavići - Pavlovac - Pervan Donji - Pervan Gornji - Piskavica - Ponir - Prijakovci - Priječani - Prnjavor Mali - Radmanići - Radosavska - Ramići | - Rekavice - Slavićka - Stratinska - Stričići - Subotica - Šargovac (Srpski Milanovac) - Šimići - Šljivno - Verići - Vilusi - Zalužani - Zelenci |